# Flower Tucci
Flower Tucci (2 de gener de 1978) és una actriu porno nord-americana nascuda a Burbank (Califòrnia).

## Biografia

### Inicis
Flower Tucci va competir en concursos de bellesa quan era jove, aconseguint els primers deu llocs en la competició "The Miss Preteen" de Los Angeles, anant a Florida per competir en categoria nacional. Ho va deixar a l'edat de 13 anys, principalment pel mal ambient provocat per les altres competidores del concurs.

### Carrera en el porno
Tucci treballava com a decoradora de pastissos en una fleca quan va respondre a un anunci del LA Weekly. La seva primera escena va ser amb Lexington Steele a Balls Deep 6. Va començar a treballar amb l'àlies de "Flower", però més tard va afegir-hi "Tucci" per poder diferenciar-se d'una altra actriu asiàtica.
A més de realitzar pel·lícules pornogràfiques, Flower va rebre una proposta formal per dirigir un programa de radi anomenat "The Porn Hunnies Smut Top 20" a KSEX Radio, però ara s'encarrega d'un espectacle anomenat "Tushy Talk" a la mateixa emissora. A més Tucci és una portaveu i model per a l'empresa de roba de Los Angeles anomenada "Mofowear" i té un paper en les sèries de televisió familiars.
Flower ha estat nominada per l'Organització de Crítics del Cinema X XRCO el 2005 com a Actuació Femenina de l'Any 2005 i el 2006 l'AVN la va premiar en la seva Millor Aparició Estel·lar - Squirting per Flower's Squirt Shower 2.
Cal destacar un desacord en la informació sobre la seva data de naixement. El seu llistat en el IAFD diu que ella va néixer el 2 de gener de 1978 i en canvi AFDB dona 1977 com el seu any de naixement. No obstant això, a la seva pàgina de MySpace (segons sembla feta per la mateixa Flower Tucci) declara que va néixer el 1981. A més també ha dit que aquesta és la seva data de naixement en una entrevista amb Porn Valley News.
Actualment és representada per l'agència de models per a cinema adult Spiegler Girls.

### Vida personal
S'ha declarat obertament bisexual en la seva vida personal i se l'ha relacionada sentimentalment amb la també actriu porno Olivia O'Lovely.